# Wola Chodkowska
Wola Chodkowska [pronunciación en polaco: /ˈvɔla xɔtˈkɔfska/] es un pueblo ubicado en el distrito administrativo de Gmina Kozienice, dentro del Condado de Kozienice, Voivodato de Mazovia, en el este de Polonia central. Se encuentra aproximadamente a 15 kilómetros al noroeste de Kozienice y a 67 kilómetros al sureste de Varsovia.